# Petit-Carleton
Petit-Carleton est un village de l'Est du Québec situé sur la péninsule gaspésienne dans la région de la Gaspésie–Îles-de-la-Madeleine faisant partie de la ville de Carleton-sur-Mer dans la municipalité régionale de comté d'Avignon au Canada.

### Source en ligne
- Commission de toponymie du Québec